# Henryk Dembiński (działacz społeczny)
Henryk Dembiński (ur. 18 lipca?/31 lipca 1908 w Irkucku, zm. 12 sierpnia 1941 w Hancewiczach na Polesiu) – polski działacz społeczny, publicysta. Członek KPP i PPS.

## Życiorys
Studiował filozofię i prawo na Uniwersytecie Stefana Batorego w Wilnie. W czasie studiów w latach 1927–1932 był członkiem Stowarzyszenia Katolickiej Młodzieży Akademickiej „Odrodzenie”, a od 1928 do 1930 także prezesem oddziału wileńskiego. Od 1931 do 1932 był prezesem Stowarzyszenia Bratniej Pomocy na Uniwersytecie Wileńskim. W latach 1931–1932 publikował w miesięczniku „Żagary” (pisywał tu także Czesław Miłosz). W 1934 Dembiński został członkiem Związku Lewicy Akademickiej „Front”, a w 1935 Komunistycznego Związku Młodzieży Polski i Komunistycznej Partii Polski. Był założycielem i redaktorem naczelnym pisma „Poprostu” (1935–1936). Współpracował także z „Kartą” (1936). W 1937 wstąpił do Polskiej Partii Socjalistycznej. W latach 1937–1938 był więziony za działalność komunistyczną i w czasie swego procesu stwierdził, że jego rewolucyjność jest „tylko nędznym, dwudziestowiecznym odbłyskiem rewolucyjności Tego, którego wizerunek na krzyżu stoi na stole sędziowskim”.
Po wybuchu wojny i wkroczeniu do Wilna wojsk sowieckich działał w oświacie sowieckiej na Wileńszczyźnie i Polesiu. Zamordowany przez Niemców na dworcu w miasteczku Hancewicze koło Pińska (po II wojnie światowej na terenie Białoruskiej Socjalistycznej Republiki Radzieckiej, a od 1991 roku terytorium Białorusi) w 1941 roku.
Jego żoną była Zofia Dembińska.